# Snodland
Snodland este un oraș în comitatul Kent, regiunea South East, Anglia. Orașul se află în districtul Tonbridge and Malling. 